# Chris Garver

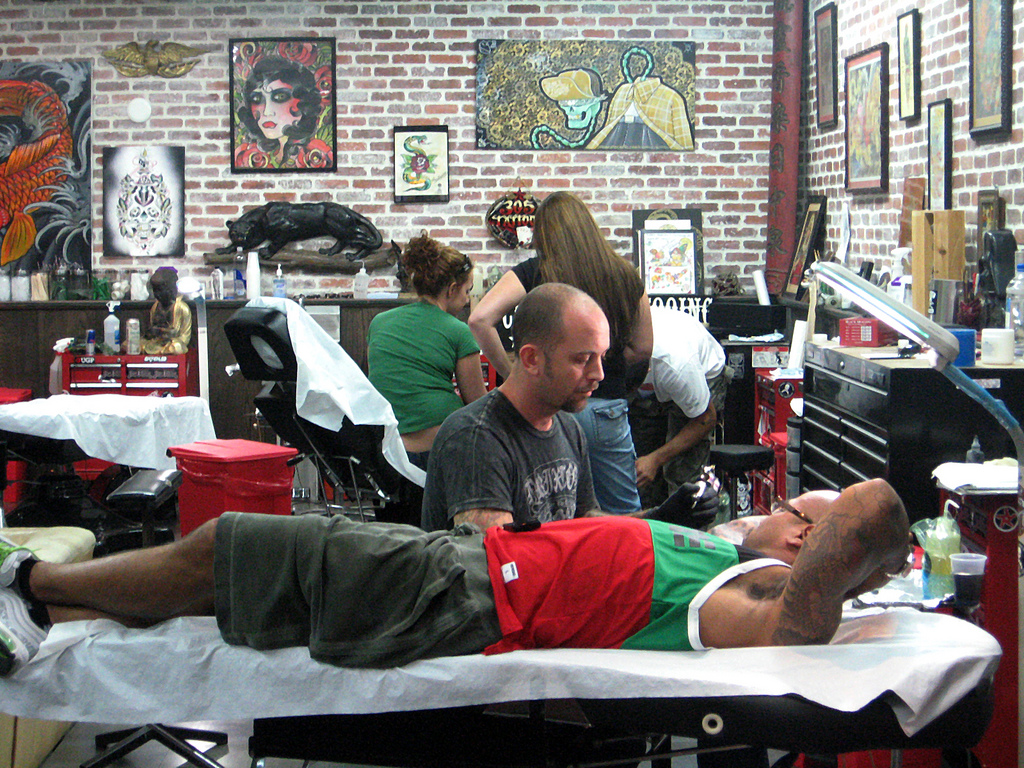
Chris Garver en Miami Ink.

Chris Garver (n. 11 de septiembre de 1970; Pittsburgh, Pensilvania) es un tatuador estadounidense. Es más conocido por haber aparecido en el programa de televisión Miami Ink. Es el menor de tres hermanos.
Fue su madre, también artista, la que espoleó su interés por el dibujo y la pintura. Empezó a experimentar con los tatuajes a los diecisiete años, después de vender su bajo eléctrico para comprarse un equipo de tatuajes. Se preparó académicamente durante un año y fue aprendiz durante seis meses, retocando viejos tatuajes que necesitasen ser recoloreados. Con poco más de veinte años, Garver se mudó a la ciudad de Nueva York, donde se hizo tatuador a tiempo completo.
Además de tocar el bajo, otra de las grandes aficiones de Garver es viajar. Ha hecho viajes por todo el mundo, y tiene clientes en Asia, en toda América y en Europa.